# Antietatism
Antietatismul este orice abordare socială, economică⁠(d) sau politică care respinge etatismul. Adepții acestei convingeri se opun intervenției statului în sfera privată, socială și economică. În anarhism, acest lucru se caracterizează printr-o respingere completă a oricărei conduceri ierarhice⁠(d) involuntare.

## Prezentare
Terminologia s-a schimbat de-a lungul timpului, iar scriitorii din trecut au utilizat adesea cuvântul stat într-un sens diferit de cel folosit în prezent. Anarhistul Mihail Bakunin a folosit termenul pentru a denota o organizație de guvernare, în timp ce alți scriitori au utilizat termenul de stat pentru a desemna orice agenție de legiferare sau implementare a legii. Karl Marx a definit statul ca fiind instituția prin intermediul căreia clasa conducătoare a unei țări păstrează controlul asupra acesteia. Potrivit lui Max Weber, statul este o organizație cu un monopol legal asupra utilizării legitime a forței fizice într-o anumit teritoriu geografic.

## Subiecte
- Antimilitarismul se opune „dictaturii militare, cheltuielile militare uriașe sau stabilirii de baze militare în străinătate”.[5] Reprezintă o opoziție față de politica militară etatistă, cu precădere față de armamentul nuclear, și este strâns asociată cu pacifismul.[6][7] Anarho-pacifismul⁠(d) este o formă radicală a acestor principii.[7]
- Nesupunerea civilă este respingerea autorității legislative a statului. De obicei, este definită ca având de-a face cu relația dintre legile statului și cetățean.[8] Nesupunerea civilă urmărește adesea să conteste legitimitatea unei hotărâri politice sau judiciare prin protest.
- Dezinformarea este răspândirea de informații false în mod deliberat cu scopul de a induce în eroare.
- Laissez-faire este absența oricărei intervenții a statului⁠(d) într-o economie de piață. Teoria laissez-faire se bazează pe principiile conform cărora intervenția economică a guvernului este fie inaplicabilă, fie ilegitimă sau ambele.
- Autoguvernarea este capacitatea unui grup sau a unui individ de a exercita toate funcțiile necesare de reglementare fără intervenția unei autorități externe.
- Odată cu dezvoltarea unor tehnologicii precum supravegherea electronică⁠(d) și programele de biometrie, guvernele au obținut capacitatea de a monitoriza toate activitățile subiecților săi, numeroase grupuri pro-drepturile cetățenești și pro-dreptul la viață privată fiind îngrijorate de posibilitatea ca într-un viitor apropiat să avem o societate  complet supravegheată și lipsită atât de libertăți personale, cât și de libertăți politice.

## Forme

### Teorii politice
Antietatismul este un element comun în filosofia politică anarhistă și libertariană. Anarhismul este definit prin scopul său principal de a desființa statul și instituțiile sale. Potrivit doctrinei anarhiste, statul este considerat un instrument ilegitim de dominare și coerciție⁠(d). Pe de altă parte, libertarianismul încearcă să maximizeze libertatea și libertatea politică ca principii de bază. :16 Aceasta poate include o opoziție completă sau parțială față de puterea de stat⁠(d) cu scopul de a desființa sau limita statul.